# エジプト数学
エジプト数学（エジプトすうがく、Egyptian mathematics）とは、紀元前3000年から紀元前300年頃の古代エジプトにおいて、主にエジプト語を用いて行われた数学全般を指す。

## 概要

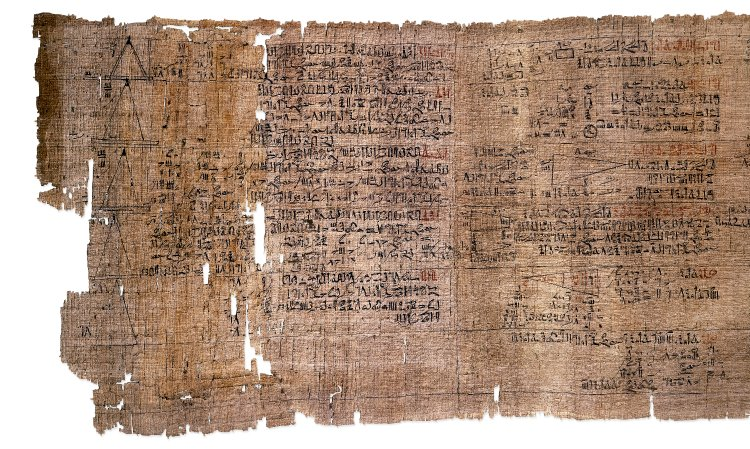
リンド数学パピルス

ナイル河の流域で発達した古代エジプトの王朝は、実用的な数学を用いた。その知識は、灌漑や干拓のための測量、課税のための人口調査、生産物の貯蔵と配分、暦学、ピラミッドをはじめとする建設などに活用された。ナイル河の氾濫により土地の境界を決定する必要があり、縄で測量を行う「縄張り師」と呼ばれる技術者が存在した。その他にも書記の階級を中心に数学が用いられた。
現存する重要な資料として、以下のようなものがある。
- モスクワ・パピルス：紀元前1850年頃。エジプト中王国時代。
- レイズナー・パピルス (Reisner Papyrus) ：紀元前1800年頃。
- ラフン・パピルス (Lahun Mathematical Papyri) ：紀元前1800年頃。
- アーメス・パピルス：紀元前1600年頃。エジプト第2中間期時代。書記のアーメスによって書かれた。リンド・パピルスまたはリンド数学パピルスとも呼ばれる。
- エジプト数学革巻き：アーメス・パピルスと同時代。
- リンド数学パピルス
- ベルリン・パピルス (Berlin Papyrus) ：紀元前1300年頃。エジプト新王国時代。

この他に、ヘロドトスの『歴史』やデモクリトスの著作にも、エジプトの測量についての記述がある。

## 記数法
古代エジプトには、ヒエログリフ（神聖文字）、ヒエラティック（神官文字）、デモティック（民衆文字）の三種類の文字が存在した。桁は十進法であり、十の累乗数について7乗（一千万）までの絵文字がある。ヒエラティックはより実用的で、符号化された記数法の概念がみられる。ヒエラティックはヒエログリフよりも必要な文字数が少なく、またパピルスの普及もあり、ヒエラティックがヒエログリフに取って代わるようになった。アーメス・パピルスとモスクワ・パピルスでもヒエラティックが使われている。
1は縦棒、10は馬蹄または牛を繋ぐ紐、100は縄、1000は蓮の花、1万は曲がった指または葦、10万はオタマジャクシまたは蛙、100万はヘフ神の象形となっている。
| Z1 |

| Z1 |

| V20 |

| V20 |

| V1 |

| V1 |

| M12 |

| M12 |

| D50 |

| D50 |

| I8 |

| I8 |

| C11 |

| C11 |

## 算術
現存する資料には､単位分数の計算が非常に多い。これは､経済活動が現物で行われるため､配分のための計算が多用されたためと考えられている。食糧の分配､土地の分割､製造のための配合､報酬の現物支給などに使われた。エジプト数学の分数の特徴として､3分の1を計算するには､まず3分の2の値を出してから半分にするという操作がある。また、3分の2の他には分子が2以上になる分数を示す記号が存在しないため､すべて単位分数の和に分解して表現された。このため､単位分数を組み合わせるための速算表が使われ､アーメス・パピルスにも表が書かれている。

## 代数学
記号代数学は存在しなかったが、言語による修辞的な代数によって単独方程式や連立方程式を解いた。等差級数や等比級数にも関心を示した。

## 幾何学

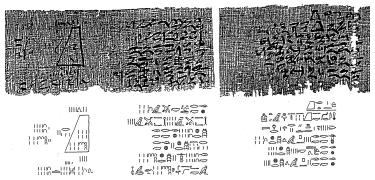
モスクワ数学パピルスの14番目の問題

エジプト数学の幾何学は、円の面積の近似値、角錐台の体積を求める公式、半球の表面積を求める方式などの業績を残した。角錐についての公式は、ピラミッドの建設に用いられている。モスクワ・パピルスには、切頭体の体積を求める最古の例の1つがある。

## エジプト数学の影響
エジプト数学は、バビロニア数学とともにギリシア数学に影響を与えたとされる。ヘレニズム以降はギリシア語が数学の記述言語となった。さらにイスラーム帝国のもとではアラビア語を用いてアラビア数学が研究された。